# Euploea configurata
Euploea configurata (tên tiếng Anh: Sulawesi Striped Blue Crow) là một loài bướm giáp thuộc phân họ Danainae. Đây là loài đặc hữu của Indonesia.